# Jean Dorat

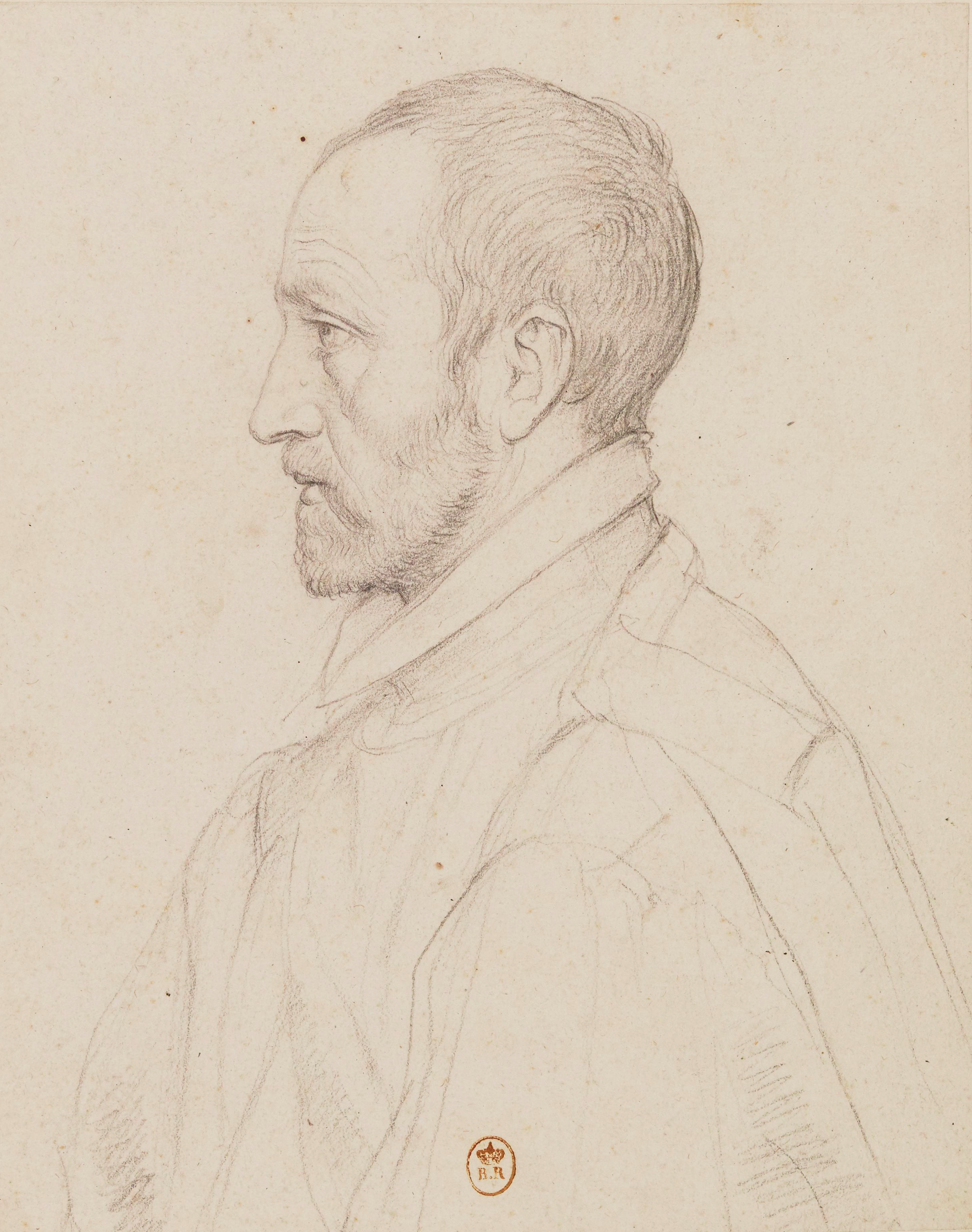
Frühneuzeitliches Porträt

Jean Dorat (lateinisch Auratus, eigentlich Jean Dinemandi; * 3. April 1508 in Limoges; † 1. November 1588 in Paris) war ein französischer Literat und Gelehrter.

## Leben
Obwohl aus einfachen Verhältnissen stammend, konnte er sich offenbar eine ausreichende Vorbildung verschaffen, um 1537 ein Studium an der Pariser Artistenfakultät beginnen zu können. Er beeindruckte früh durch sein phänomenales Gedächtnis und zeichnete sich nicht nur als Latinist aus, sondern auch als Gräzist.
Daneben machte er sich einen gewissen Namen als Autor von Gedichten, die er zunächst in französischer Sprache, später vor allem auf Latein und (Alt-)Griechisch verfasste. 
1544 wurde er von dem humanistisch interessierten Adeligen Lazare de Baïf als Hauslehrer für seinen Sohn Jean Antoine sowie seinen jungen Sekretär und Verwandten, den späteren bedeutenden Lyriker Pierre de Ronsard, angestellt. Beide Schüler rühmten den Unterricht Dorats und folgten ihm auf das Collège de Coqueret, als er 1547, nach dem Tod von L. de Baïf, dort zum Rektor bestellt wurde.
Jean Dorat heiratete am 21. Dezember 1548 in der Kirche Saint-André-des-Arts Marguerite de Laval.
Dorat war zweifellos als Diskussionspartner an der Entstehung der programmatischen Schrift La Défense et illustration de la langue francaise beteiligt, die 1549 ein anderer berühmt gewordener Schüler, Joachim du Bellay, publizierte. Etwas später zählte er zu den Mitgliedern des informellen Dichterbundes La Pléiade um Ronsard und Du Bellay.
1560 wurde er zum Professor für (Alt-)Griechisch am exklusiven Collège des lecteurs royaux (=Kolleg der königlichen Lektoren) ernannt, dem späteren Collège de France. Er gehört zu den Begründern des modernen Griechisch-Unterrichts in Frankreich. Charles IX. ernannte den Adepten der pindarischen Metrik in neolateinischer Sprache zum Hofdichter.
Eine Sammelausgabe seiner verstreuten Gedichte erschien erst 1586, kurz vor seinem Tod, herausgegeben von Schülern und Freunden unter dem Titel Poemata.

## Ausgaben
- Geneviève Demerson (Hrsg.): Jean Dorat: Les odes latines. Presses Universitaires, Clermont-Ferrand 1980 (lateinischer Text und französische Übersetzung)